# Hochwasserrückhaltebecken Buschbach
Das Hochwasserrückhaltebecken Buschbach dient dem Hochwasserschutz im Einzugsgebiet der Gottleuba in Sachsen. Das Hochwasserrückhaltebecken liegt bei Hellendorf in der Nähe von Bad Gottleuba-Berggießhübel. Gestaut wird der Buschbach, der über die Bahra und die Gottleuba in die Elbe fließt. Es handelt sich um ein Trockenbecken, in dem normalerweise kein Wasser ist, das 1963 in Betrieb genommen wurde. Heute wird es von der Landestalsperrenverwaltung des Freistaates Sachsen betrieben.
Der Staudamm ist ein gerader Erddamm mit einer geneigten Innendichtung aus Lehm und einem 21 m tiefen Dichtungsschleier.
Das Hochwasserrückhaltebecken wurde nach schweren Schäden bei zwei Hochwassern in den Jahren 1957 und 1958 gebaut. Auch 1897 und 1927 gab es schon einmal Hochwasser in diesem Gebiet des Osterzgebirges.